# Giovanni Bottesini
Giovanni Bottesini (22. prosince 1821 Crema – 7. července 1889 Parma) byl italský kontrabasista, dirigent a skladatel. Zapsal se do dějin hudby hlavně tím, že 24. prosince 1871 v Káhiře řídil světovou premiéru opery Aida skladatele Giuseppe Verdiho. Bottesini je také považován za nejlepšího kontrabasového virtuóza své doby. Pro kontrabas také napsal většinu svých skladeb, řada z nich je stále v repertoáru kontrabasových sólistů.